# Esgrima als Jocs Olímpics d'estiu de 1972
Als Jocs Olímpics d'Estiu de 1972 celebrats a la ciutat de Múnic (en aquells moments República Federal d'Alemanya) es disputaren vuit proves d'esgrima, sis d'elles en categoria masculina i dues en categoria femenina. La competició se celebrà entre els dies 29 d'agost i el 9 de setembre de 1972.
Participaren 298 esgrimistes, 233 homes i 65 dones, de 37 comitès nacionals diferents.

## Resum de medalles

### Categoria masculina
| Prova                     | Or                                                                                                   | Argent                                                                                                   | Bronze                                                                                               |
| Floret individual Detalls | Witold Woyda                                                                                         | Jenö Kamuti                                                                                              | Christian Noël                                                                                       |
| Floret per equips Detalls | PolòniaMarek Dąbrowski · Jerzy Kaczmarek · Lech Koziejowski · Witold Woyda · Arkadiusz Godel         | Unió SovièticaVladimir Denisov · Anatoli Kotetsev · Leonid Romanov · Vasili Stankovich · Victor Putyatin | FrançaJean-Claude Magnan · Christian Noël · Daniel Revenu · Bernard Talvard · Gilles Berolatti       |
| Espasa individual Detalls | Csaba Fenyvesi                                                                                       | Jacques Ladegaillerie                                                                                    | Gyözö Kulcsar                                                                                        |
| Espasa per equips Detalls | Hongria Sándor Erdös · Csaba Fenyvesi · Gyözö Kulcsar · Pal Schmitt · Istvan Osztrics                | SuïssaGuy Evequoz · Daniel Giger · Christian Kauter · Peter Lötscher · François Suchanecki               | Unió SovièticaViktor Modzalevsky · Sergei Paramonov · Igor Valetov · Georgi Zažitski · Grigori Kriss |
| Sabre individual Detalls  | Viktor Sidyak                                                                                        | Peter Maroth                                                                                             | Vladimir Nazlymov                                                                                    |
| Sabre per equips Detalls  | ItàliaMichele Maffei · Mario Aldo Montano · Mario Tullio Montano · Rolando Rigoli · Cesare Salvadori | Unió SovièticaViktor Bashenov · Vladimir Nazlymov · Viktor Sidyak · Eduard Vinokurov · Mark Rakita       | HongriaPal Gerevich · Tamas Kovacs · Peter Maroth · Tibor Pezsa · Peter Bakonyi                      |

### Categoria femenina
| Prova                     | Or | Argent | Bronze                                                                          |
| Floret individual Detalls | Antonella Ragno                                                                                              | Ildiko Bobis | Galina Gorokhova                                                                |
| Floret per equips Detalls | Unió SovièticaElena Novikova · Galina Gorokhova · Tatyana Petrenko · Aleksandra Zabelina · Svetlana Chirkova | HongriaIldiko Bobis · Ildiko Rejtö-Ujlaki · Ildiko Schwarczenberger · Maria Gulacsi-Szolnoki · Ildiko Matuscak-Ronay | RomaniaIleana Gyulai · Ana Dersidan · Ecaterina Clara Iencic · Olga Orban-Szabo |

## Medaller
| Posició | País           | Or | Argent | Bronze | Total |
| 1       | Hongria        | 2  | 4      | 2      | 8     |
| 2       | Unió Soviètica | 2  | 2      | 3      | 7     |
| 3       | Itàlia         | 2  | 0      | 0      | 2     |
| 3       | Polònia        | 2  | 0      | 0      | 2     |
| 5       | França         | 0  | 1      | 2      | 3     |
| 6       | Suïssa         | 0  | 1      | 0      | 1     |
| 7       | Romania        | 0  | 0      | 1      | 1     |